# Чумасеро, Алехандро
Алеха́ндро Сау́ль Чумасе́ро Бракамо́нте (исп. Alejandro Saúl Chumacero Bracamonte; родился 22 апреля 1991 года, Ла-Пас, Боливия) — боливийский футболист, полузащитник клуба «Хорхе Вильстерманн» и сборной Боливии.

## Клубная карьера
Чумасеро — воспитанник клуба «Стронгест». 2 июня 2007 года в матче против «Университарио» он дебютировал в чемпионате Боливии. В этом же поединке Алехандро забил свой первый гол за команду. Вскоре Чумасеро завоевал место в основе и в помог клубу дважды подряд выиграть чемпионат. В 2013 году он на правах аренды перешёл в бразильский «Спорт Ресифи». 17 августа в матче против «Атлетико Гоияниенсе» Алехандро дебютировал в бразильской Серии B. В начале 2014 года Чумасеро вернулся в Стронгест. В 2015 году Алеахндро в матчах Кубка Либертадорес против «Интернасьонала» и эквадорского «Эмелека» забил три гола. В 2016 году в поединке Кубка Либертадорес против аргентинского «Ривер Плейта» он забил гол.
В 2017 году в матчах Кубка Либертадорес против уругвайского «Монтевидео Уондерерс», бразильского «Сантоса», колумбийского «Санта-Фе», перуанского «Спортинг Кристал» и чилийского «Унион Эспаньола» Чумасеро забил 8 голов.
В начале 2018 года Чумасеро перешёл в мексиканскую «Пуэблу». 13 января в матче против «Монаркас Морелия» он дебютировал в мексиканской Примере. 7 апреля в поединке против «Пачуки» Алехандро забил свой первый гол за «Пуэблу».

## Международная карьера
В начале 2011 года Чумасеро в составе молодёжной сборной Боливии принял участие в молодёжном чемпионате Южной Америки в Перу. На турнире он сыграл в матчах против Бразилии, Парагвая и Колумбии.
6 сентября 2011 года в товарищеском матче против сборной Перу Алехандро дебютировал за сборную Боливии. 12 октября в отборочном турнире чемпионата мира чемпионата мира 2014 против сборной Перу он забил свой первый гол за национальную команду.
В 2015 году Чумасеро попал в заявку на участие в Кубке Америки в Чили. На турнире он сыграл в матчах против сборных Мексики, Эквадора, Чили и Перу.
В 2019 году Чумасеро попал в заявку на участие в Кубке Америки в Бразилии. На турнире он сыграл в матчах против сборных Бразилии и Перу.

### Голы за сборную Боливии
| #   | Дата            | Место                          | Противник | Счёт | Результат | Соревнование                     |
| --- | --------------- | ------------------------------ | --------- | ---- | --------- | -------------------------------- |
| 01. | 12 октября 2012 | Эрнандо Силес, Ла-Пас, Боливия | Перу      | 1:1  | 1:1       | Чемпионат мира 2014 квалификация |
| 02. | 24 марта 2016   | Эрнандо Силес, Ла-Пас, Боливия | Колумбия  | 2:2  | 2:3       | Чемпионат мира 2018 квалификация |

## Достижения
Командные
 «Стронгест»
- Чемпионат Боливии по футболу — Клаусура 2011/2012
- Чемпионат Боливии по футболу — Клаусура 2012/2013